# 漫画喫茶都市伝説 呪いのマンナさん
『漫画喫茶都市伝説呪いのマンナさん』（まんがきっさとしでんせつのろいのまんなさん）は、BS-i（現BS-TBS）で2008年6月3日から8月19日まで放送されたホラーテレビドラマ。
2009年には、未公開映像を加えた再編集版『ヨムトシヌ　DEATH COMIC』が前後編として劇場公開された。

## あらすじ
平凡な少女シズカは、親友サヤカの死の謎を調べているうちに、赤いマンガ本の存在を知る。
往年のホラー漫画家が描いたとされるそのマンガ本は、未来を予言して願いをかなえてくれるが、その代償は所有者の生命だった。

## 登場人物
シズカ
演：愛衣
本作の主人公である女子高生。親友の死について調べるうちに、赤いマンガ本を手に入れた人々に出会う。
メイド喫茶でアルバイトしている。
サヤカ
演：松嶋初音
シズカの親友である女子高生。明るいが、どこか影がある人物。
赤いマンガ本に関わり、死亡する。
リョウコ
演：次原かな
女子高生。シズカとサヤカの友人。サヤカの死後、シズカとともに彼女の死の真相を探る。
シズカと同じメイド喫茶でアルバイトしている。
佐々木曼奈
演：紗綾
70年代に活躍した少女ホラー漫画家で、現在は消息不明。呪いの赤いマンガの作者。
カムイ
演：長澤奈央
ネット小説家を自称する謎の女性。サヤカの姉を名乗り（真偽は不明）、シズカ達に協力する。

### サブキャラクター
メイド喫茶の客
演：なべやかん
メイド喫茶の店長
演：平田弥里
漫画喫茶の店長
演：清水昭博
アオイ
演：岡田真由香
赤いマンガを読んでしまい、死亡した少女。生前は援助交際もしていた。
アカネ
演：岡田潤音
アオイの姉妹。アオイの死後、赤いマンガ本の力で願いをかなえるが、悲劇的な最期を迎える。
直子
演：あじゃ
容姿に悩む受付嬢。赤いマンガ本を偶然手に入れ、その中に書かれていたビューティーサプリを手に入れて容姿を変えるも、その副作用で衰弱していく。
響也
演：佐藤晴彦
ホスト。直子が漫画喫茶で出会い、一目ぼれした。
ユミ
演：和泉ゆか
直子の同僚。
マサト
演：山田能龍
響也の先輩にあたるホスト。響也から見下されていた矢先に赤いマンガ本を手に入れる。
ユリエ
演：神楽坂恵
マサトの学生時代の後輩。
佐々木耕治
演：川村浩之
佐々木塁
演：太田詩音

## サブタイトル
- 第一話「マンガ喫茶の赤い本・1」
- 第二話「マンガ喫茶の赤い本・2」
- 第三話「マンガ喫茶の赤い本・3」
- 第四話「ビューティサプリ・1」
- 第五話「ビューティサプリ・2」
- 第六話「ビューティサプリ・3」
- 第七話「午前二時の出会い・1」
- 第八話「午前二時の出会い・2」
- 第九話「午前二時の出会い・3」
- 第十話「44号室・1」
- 第十一話「44号室・2」
- 最終話「44号室・3」

## スタッフ
- 製作総指揮：小林洋一・安西崇
- 原作・脚本：椿光一
- 企画：松井和彦・片山武志
- 企画協力：博報堂DYメディアパートナーズ
- 脚本協力：門肇・佐東みどり・小澤雅人
- 監督：福田是久・田尻裕司
- プロデューサー：田部井幸太郎・浦山忠典
- アシスタントプロデューサー：林大造・泉口麻裕美
- 撮影：青木正・ふじもと光明
- 特殊メイク：美粧屋
- 漫画協力：千之ナイフ
- 制作協力：キックファクトリー
- 制作：ウィズユー求人シネマ
- 製作：「漫画喫茶都市伝説呪いのマンナさん」製作委員会（エースデュースエンタテインメント／日本出版販売）